# 曽根寸斎
曾禰 寸斎（そね すんさい、 寛政10年（1798年） – 嘉永5年 9月2日（1852年10月14日））は、江戸時代後期の日本の篆刻家である。
名は政醇または隼、字を翔卿、号は寸斎の他に印禅居がある。通称定左衛門。本姓は林氏。江戸の人。

## 略伝
曾禰準之助政行に嗣子がいなかったため、松平越中守定信の命により当初は松平家臣鳥飼家より助蔵政□(棥の下に心)を入れて養嗣としたが、政行没後、ほどなくして病のため鳥飼家に帰籍した。定信の命により改めて林番（林述斎の四男(五男とも)）が養嗣子となり定左衛門政醇と名を改めた。
唐津藩に仕え、馬廻役から累進して奥役となり、江戸外桜田に住んだ。幼少のころから書を愛好し、特に篆刻に熱中した。益田勤斎の門下となり、晩年になってますますその技量は進み名声が高まった。硬玉に印を刻む技術を持ち、独特の味わいがあったという。益田遇所らとともに浄碧居派に属す。
詩歌も好んでよくした。その人柄は風流洒脱でお金に頓着しなかった。当時の名流と交わり訪問客が絶えなかったが、勤めを怠ったことはただの一度も無かったという。
享年55。

## 著書
- 『古今印例 正・続』
- 『印林叢説』
- 『古器紋譜』
- 『皇和印章考』

## 系譜
- 嫡子曾禰政乂(まさはる)は唐津小笠原家の側用人職を務め、同家家老平岡氏より園子を妻に迎えた。
- 嫡孫に曾禰達蔵がいる